# Doamne, apără-l pe țar!
„Doamne, apără-l pe țar !” (în rusă : Боже, Царя храни!, transliterat: Boje, Țaria hrani!) a fost imnul național al Imperiului țarist. Cântecul a fost ales la un concurs care a avut loc în 1833 și a fost interpretat pentru prima dată pe 18 decembrie 1833. Compozitorul a fost violonistul Alexei Lvov, iar versurile au fost scrise de poetul de curte Vasili A. Jukovski. Acesta a fost imnul Rusiei până la Revoluțiile Ruse din 1917, după care „Marsilieza muncitorilor” a fost adoptată ca nou imn național până la răsturnarea Guvernului Provizoriu Rus.
Imnul anterior acestuia a fost "Rugăciunea rușilor" (1816-1833), pe versurile tot ale lui Jukovski și pe melodia imnului regal britanic.

## Istoric
Mulți compozitori au folosit acest cântec în compozițiile lor, mai ales Ceaikovski, care a inclus-o în Uvertura "1812", Marșul slav, uvertura sa la imnul național al Danemarcei și în Marșul Festivității de Încoronare. În timpul epocii sovietice, autoritățile au modificat muzica lui Ceaikovski (cum ar fi Uvertura "1812" și Marșul slav), înlocuind-o cu alte melodii patriotice, cum ar fi corul „Glorie” din opera O viață pentru țar, de Mihail Glinka. Charles Gounod a folosit tema în Fantaisie sur l'Hymne National Russe ("Fantezie despre imnul național rus"). Muzica lui William Walton pentru filmul Trei surori (1970), inspirat din piesa lui Cehov, este dominat de această temă.
În 1842, autorul englez Henry Chorley a scris imnul „God, the Omnipotent !”, pus pe muzica lui Lvov și publicat în culegerile de imnuri din secolele al XIX-lea și al XX-lea ca Imn Rus. Melodia Imnului Rus continuă să apară în diverse culegeri engleze moderne de imnuri, cum ar fi cele ale Bisericii Metodiste Unite, ale Bisericii Prezbiteriene, în Lutheran Book of Worship a Bisericii Evanghelice Luterane din America sau ca "Russia" în The Hymnal 1982 a Bisericii Episcopale din S.U.A.
Aceeași melodie este, de asemenea, utilizată cu versuri diferite pentru cântece ale unor diferite instituții: 
- Doxologia fraternității Phi Gamma Delta, „Noble Fraternity” a celor de la Phi Kappa Psi, alma mater al Universității din West Chester,
- Hail, Pennsylvania! (alma mater a Universității din Pennsylvania),
- Dear Old Macalester (alma mater a Colegiului "Macalester"),
- Hail, Delta Upsilon (fraternitatea "Delta Upsilon"),
- Firm Bound in Brotherhood (cântecul oficial al Ordinului Săgeții),
- UST High School Hymn al Universității și al liceului Sfântului Toma din Manila (Filipinele) și
- cântecele alma mater a: Universității pentru Femei din Texas, Școala pentru pregătire iezuită din Dallas (din Texas), Școala "Westover" din Middlebury (din Connecticut), intitulat „Raise Now to Westover”, Academia "Tabor" din Marion (din Massachusetts), Liceul din Dimmitt (din Texas), Liceul "Grant" din Portland (din Oregon) și Liceul iezuit din Tampa (din Florida).

Muzica lui Maurice Jarre pentru filmul Doctor Jivago (1965) folosește această melodie în mai multe piese muzicale, mai ales în Uvertură.
În 1998, cântărețul-compozitor Alexander Gradski, unul dintre cei mai cunoscuți artiști rock din perioada sovietică, a propus folosirea din nou a melodiei ca imn național al Rusiei, dar cu versuri substanțial diferite de cele scrise inițial de Jukovski.

## Versuri
| Rusă | Transliterare | Traducere |
| --- | --- | --- |
| Боже, Царя храни! Сильный, державный, Царствуй на славу, на славу нам! Царствуй на страх врагам, Царь православный! Боже, Царя храни! | Boje, Țaria hrani! Sil'nîi, derjavnîi, Țarstvui na slavu, na slavu nam! Țarstvui na strah vragam, Țar' pravoslavnîi! Boje, Țaria hrani! | Doamne, apără-l pe Țar! Puternic, tare Domnește pentru slava, pentru slava noastră! Domnește pe teama dușmanilor, Țare ortodox! Doamne, apără-l pe Țar! |